# João Benta
João Ricardo Cardoso Benta (Esposende, 21 de dezembro de 1986), é um ciclista português, membro da equipa Efapel Cycling .
Em Fevereiro de 2023, foi suspenso provisoriamente pela União Ciclista Internacional por “uso de métodos proibidos e/ou substâncias proibidas”.

## Palmarés
- 2008
  - Volta a Portugal do Futuro

- 2015
  - Grande Prémio Internacional de Torres Vedras, mais 1 etapa

- 2016
  - 1 etapa do Grande Prémio Internacional de Torres Vedras

- 2017
  - 4. ª etapa do Troféu Joaquim-Agostinho
  - 2.º do Grande Prémio Jornal de Notícias
  - 3.º da Volta às Astúrias
- 2019
  - 9. ª etapa da Volta a Portugal

## Classificações mundiais
| Ano             | 2015   | 2016  | 2017  | 2018  |
| UCI Europe Tour | 255.º. | 635.º | 243.º | 625.º |